# Bulgariens regenter
Dette er en liste over bulgarsk regenter.

## Første bulgarske rige (681–1018)
- Asparuh (681–701), slog sig ned i Moesia i 680/1
- Tervel (701-721)
- Kormesij (721–738)
- Sevar (738–753)
- Kormisoš (753–756)
- Vineh (756–762)
- Telec (762–765)
- Sabin (765–766), døde i eksil efter 765
- Umor (766)
- Toktu (766–767)
- Pagan (767–768)
- Telerig (768–777), døde i eksil efter 777
- Kardam (777–after 797)
- Krum (by 802–814)
- Omurtag (814–831)
- Malamir (831–836)
- Presian (836–852)
- Boris I døbt Mihail, helgen (852–889), blev kristen i 864, døde som munk 2. maj 907
- Vladimir (889–893), døde i eller efter 893
- Simeon I (893–May 27 927), regent (tsar) fra 913, skabte patriarkat c.925
- Petăr I, Saint (927–969), døde som munk 30. januar 970
- Boris II (969–977), i byzantinsk fangeskab 971-977
- Roman (977–997), i byzantinsk fangeskab 991-997
- Samuil (997–6. oktober 1014)
- Gavril Radomir (1014–1015)
- Ivan Vladislav (1015–1018)
- Presian II (1018), døde 1060/1?

## Byzantinskdominans (1018–1185)
oprørere mod byzantinsk dominans
- Petăr II, Deljan (1040–1041), med...
- Alusian (1041), døde efter 1041
- Petăr III, Bodin (1072), døde som konge af Zeta ca. 1106

## Anden bulgarske rige (1185–1422)
- Petăr IV (1185–1197), med...
- Ivan Asen I (1189–1196), og...
- Kaloyan (1196–1207)
- Boril (1207–1218), døde efter 1218
- Ivan Asen II (1218–24. juni 1241), genskabte patriarkatet 1235
- Kaliman Asen I (24. juni 1241–1246)
- Mihail Asen I (1246–1256)
- Kaliman Asen II (1256)
- Mico Asen (1256–1257), døde i exil før 1277/8
- Konstantin I søn af Tih (1257–1277)
- Mihail Asen II (1277–1279, medregent fra c. 1272), døde i exil efter 1302
- Ivailo (1278–1279)
- Ivan Asen III (1279–1280), døde i eksil efter 1303
- Georgi Terter I (1280–1292), døde 1308/9
- Smilec (1292–1298)
- Ivan II (1298–1299), døde som munk før 1330
- Čaka (1299–1300)
- Todor Svetoslav (1300–1322, medregent fra c.1285–1289)
- Georgi Terter II (1322–1323, medregent fra c.1321?)
- Mihail Asen III søn af Šišman (1323– 31. juli 1330)
- Ivan Stefan (31. juli, 1330–1331, medregent fra c. 1323–1324), døde i exil efter 1343
- Ivan Aleksandăr (1331–17. februar, 1371)
- Mihail Asen IV (medregent fra ca. 1332–1355)
- Ivan Sracimir (1356–1397 i Vidin, medregent fra 1337)
- Ivan Asen IV (medregent fra 1337–1349)
- Ivan Šišman (17. februar 1371–3. juni 1395, medregent fra c. 1356), mistede Tărnovo i 1393
- Ivan Asen V (medregent fra 1359–1388?)
- Konstantin II (1397–1422 i Vidin, medregent fra ca. 1395), døde i exil 17. september 1422
- (den osmanniske erobring begyndte i 1369 og var færdig i 1422)

## Osmanniskdominans (1393–1878)
Tekst mangler, hjælp os med at skrive teksten

## Tredje bulgarske stat (1878–1946)
- Alexander I (4. april 1879–7. september 1886), døde i exil 17. november 1893

- (Interregnum) (8. september 1886–7. jul 1887)

- Ferdinand I (7. juli 1887–3. oktober 1918), døde i exil 10. september 1948
- Boris III (3. oktober 1918–28. august 1943)
- Simeon II (28. august 1943–16. september 1946)

Monarkiet afskaffet i 1946
Titulær titel af tsar af Bulgarien
- Simeon II (1946 – ) [premierminister i Bulgarien 2001-2005]